# Майкл Грант
Майкл Грант (англ. Michael Grant, * 4 серпня 1972) — американський боксер, чемпіон за версією NABF у важкій вазі.

## Професіональна кар'єра
Майкл Грант дебютував на професійному рингу у 1994 році. З 1997 по 1999 роки здобув кілька значущих перемог.
В листопаді 1999 року відбувся відбірковий бій між Майклом Грантом і поляком Анджеєм Голотою за право зустрітися з чемпіоном світу WBC. У 1-м ж раунді Ґолота двічі відправив Гранта в нокдаун і домінував весь бій. У 10 раунді Грант відправив поляка в нокдаун. Ґолота піднявся, і несподівано здався, сказавши рефері, що не хоче продовжувати.
29 квітня 2000 року Грант зустрівся в бою з Ленноксом Льюїсом. Британський боксер захищав звання чемпіона за версіями IBF та WBC. Організація WBA заборонила Льюїсу боротися з Грантом і після бою позбавила його пояса чемпіона. Льюїс ефектно закінчив бій, нокаутувавши Гранта вже в другому раунді.
У наступному бою також швидко програв Джамілю Маклайну. З тих пір і до кінця 2008 року Грант боровся у 15 боях з менш відомими боксерами. Чотирнадцять із боїв виграв.
7 травня 2010 Грант повернувся на ринг, перемігши у першому раунді Кевіна Барнетта.
У наступному бою, 21 серпня 2010, програв за очками Томашу Адамеку (117–111, 118–110 і 118–111). Але після четвертої поразки, провів 2 вдалих бої проти відомих боксерів: Тая Філдса і Франсуа Боти. Обидва бої виграв нокаутом.